# Taromai
Taromai (jap. 他魯毎; ryūkyūisch: Taromii oder Tarumii; † 1429 auf Okinawa) war der fünfte und letzte König des Königreichs Nanzan auf Okinawa.
Es liegen keine gesicherten Daten über seine Geburt und Herkunft vor, historische Quellen nennen ihn jedoch den ältesten Sohn des dritten Königs, Ououso. Ebenso ist das genaue Datum seiner Thronbesteigung unbekannt, liegt jedoch spätestens im Jahr 1415, als eine Gesandtschaft aus China in Nanzan eintraf und ihn offiziell als König anerkannte. Während seiner Regierungszeit wurden insgesamt acht Tributmissionen zum Handel nach China geschickt.
Im Jahr 1429 nutzte das nördlich gelegene Reich Chūzan eine innere Schwäche Nanzans und eroberte das Land. Unterschiedliche Quellen geben an, dass Taromai entweder die Unterstützung des Volkes verlor oder es zu Streitigkeiten unter seinen Söhnen und potentiellen Nachfolgern kam.